# Lepanthes aculeata
Lepanthes aculeata är en orkidéart som beskrevs av Carlyle August Luer. Lepanthes aculeata ingår i släktet Lepanthes och familjen orkidéer. Inga underarter finns listade i Catalogue of Life.